# Joux-la-Ville
 (juillet 2023).
La mise en forme du texte ne suit pas les recommandations de Wikipédia : il faut le « wikifier ».
Les points d'amélioration suivants sont les cas les plus fréquents. Le détail des points à revoir est peut-être précisé sur la page de discussion.
- Les titres sont pré-formatés par le logiciel. Ils ne sont ni en capitales, ni en gras.
- Le texte ne doit pas être écrit en capitales (les noms de famille non plus), ni en gras, ni en italique, ni en « petit »…
- Le gras n'est utilisé que pour surligner le titre de l'article dans l'introduction, une seule fois.
- L'italique est rarement utilisé : mots en langue étrangère, titres d'œuvres, noms de bateaux, etc.
- Les citations ne sont pas en italique mais en corps de texte normal. Elles sont entourées par des guillemets français : « et ».
- Les listes à puces sont à éviter, des paragraphes rédigés étant largement préférés. Les tableaux sont à réserver à la présentation de données structurées (résultats, etc.).
- Les appels de note de bas de page (petits chiffres en exposant, introduits par l'outil «  Source ») sont à placer entre la fin de phrase et le point final[comme ça].
- Les liens internes (vers d'autres articles de Wikipédia) sont à choisir avec parcimonie. Créez des liens vers des articles approfondissant le sujet. Les termes génériques sans rapport avec le sujet sont à éviter, ainsi que les répétitions de liens vers un même terme.
- Les liens externes sont à placer uniquement dans une section « Liens externes », à la fin de l'article. Ces liens sont à choisir avec parcimonie suivant les règles définies. Si un lien sert de source à l'article, son insertion dans le texte est à faire par les notes de bas de page.
- La présentation des références doit suivre les conventions bibliographiques. Il est recommandé d'utiliser les modèles {{Ouvrage}}, {{Chapitre}}, {{Article}}, {{Lien web}} et/ou {{Bibliographie}}. Le mode d'édition visuel peut mettre en forme automatiquement les références.
- Insérer une infobox (cadre d'informations à droite) n'est pas obligatoire pour parachever la mise en page.

Pour une aide détaillée, merci de consulter Aide:Wikification.
Si vous pensez que ces points ont été résolus, vous pouvez retirer ce bandeau et améliorer la mise en forme d'un autre article.
Pour les articles homonymes, voir Joux (homonymie).
Joux-la-Ville est une commune française située dans le département de l'Yonne en région Bourgogne-Franche-Comté.

## Géographie
Joux-la-Ville occupe « le fond d'une large dépression de terrain formant le point de départ d'une vallée qui, après avoir décrit un grand contour, va se réunir à la vallée de la Cure, un peu au sud de Vermenton et vis-à-vis de l'ancienne abbaye de Reigny ».
Depuis Vermenton, la route emprunte le  Val-de-Sacy (qui est le fond de la vallée). De chaque côté aboutissent de petits vallons secs très déboisés. Seule la  forêt d'Hervaux et  « quelques massifs de bois qui s'y rattachent, en se prolongeant du côté de la vallée de la Cure, témoignent de l'étendue des forêts anciennes ».
« L'étage oxfordien affleure dans la forêt d'Hervaux près de la route de L'Isle ; il est représenté par des argiles schisteuses, d'un gris brun avec oolithe ferrugineux; on y rencontre en assez grande abondance le Belemnites hastatus et l'Ammonites plicatilis. Mais le terrain qui domine et occupe la plus grande partie du territoire de la commune de Joux-La-Ville est l'étage corallien moyen, caractérisé par ses calcaires compactes, jaunâtres, lithographiques, se délitant le plus souvent en dalles très régulières. Ces calcaires sont exploités sur plusieurs points ; ils fournissent tantôt du moellon, tantôt de la pierre à chaux, et partout ils se font remarquer par l'uniformité de leurs caractères. Les fossiles sont assez rares ; on rencontre cependant, dans quelques bancs, des pholadomyes, des panopées, la Terebratula insignis et la Rynchonella corallina ».
Joux-La-Ville est alimenté par une fontaine qui ne tarit jamais et de nombreuses sources : les pentes pierreuses formant une sorte de cirque autour du village
La superficie de la commune est de 4 379 hectares.
De nombreux hameaux : Couchenoire, Fontemois, Merry-les-Joux, Oudun, La Poste-aux-Alouettes, Pourly, Le Puits d'Edme, le Val-de-Mâlon, le Petit-Val-de-la-Nef, le Grand-Val-de-la-Nef.

### Climat
Pour des articles plus généraux, voir Climat de la Bourgogne-Franche-Comté et Climat de l'Yonne.
En 2010, le climat de la commune est de type climat des marges montargnardes, selon une étude du Centre national de la recherche scientifique s'appuyant sur une série de données couvrant la période 1971-2000. En 2020, Météo-France publie une typologie des climats de la France métropolitaine dans laquelle la commune est exposée à un climat océanique altéré et est dans la région climatique  Lorraine, plateau de Langres, Morvan, caractérisée par un hiver rude (1,5 °C), des vents modérés et des brouillards fréquents en automne et hiver. 
Pour la période 1971-2000, la température annuelle moyenne est de 10,4 °C, avec une amplitude thermique annuelle de 16,1 °C. Le cumul annuel moyen de précipitations est de 841 mm, avec 12,4 jours de précipitations en janvier et 8,3 jours en juillet. Pour la période 1991-2020, la température moyenne annuelle observée sur la station météorologique de Météo-France la plus proche, « Noyers_sapc », sur la commune de Noyers à 13 km à vol d'oiseau, est de 11,9 °C et le cumul annuel moyen de précipitations est de 785,9 mm. 
La température maximale relevée sur cette station est de 40,7 °C, atteinte le 24 juillet 2019 ; la température minimale est de −13,4 °C, atteinte le 7 février 2012,,. 
Les paramètres climatiques de la commune ont été estimés pour le milieu du siècle (2041-2070) selon différents scénarios d'émission de gaz à effet de serre à partir des nouvelles projections climatiques de référence DRIAS-2020. Ils sont consultables sur un site dédié publié par Météo-France en novembre 2022.

## Urbanisme

### Typologie
Au 1er janvier 2024, Joux-la-Ville est catégorisée commune rurale à habitat dispersé, selon la nouvelle grille communale de densité à sept niveaux définie par l'Insee en 2022.
Elle est située hors unité urbaine. Par ailleurs la commune fait partie de l'aire d'attraction d'Avallon, dont elle est une commune de la couronne,. Cette aire, qui regroupe 74 communes, est catégorisée dans les aires de moins de 50 000 habitants,.

### Occupation des sols
L'occupation des sols de la commune, telle qu'elle ressort de la base de données européenne d’occupation biophysique des sols Corine Land Cover (CLC), est marquée par l'importance des territoires agricoles (73,8 % en 2018), en augmentation par rapport à 1990 (72,6 %). La répartition détaillée en 2018 est la suivante : 
terres arables (71,6 %), forêts (23,4 %), zones agricoles hétérogènes (1,6 %), milieux à végétation arbustive et/ou herbacée (1,6 %), zones urbanisées (1,1 %), prairies (0,7 %). L'évolution de l’occupation des sols de la commune et de ses infrastructures peut être observée sur les différentes représentations cartographiques du territoire : la carte de Cassini (XVIIIe siècle), la carte d'état-major (1820-1866) et les cartes ou photos aériennes de l'IGN pour la période actuelle (1950 à aujourd'hui).

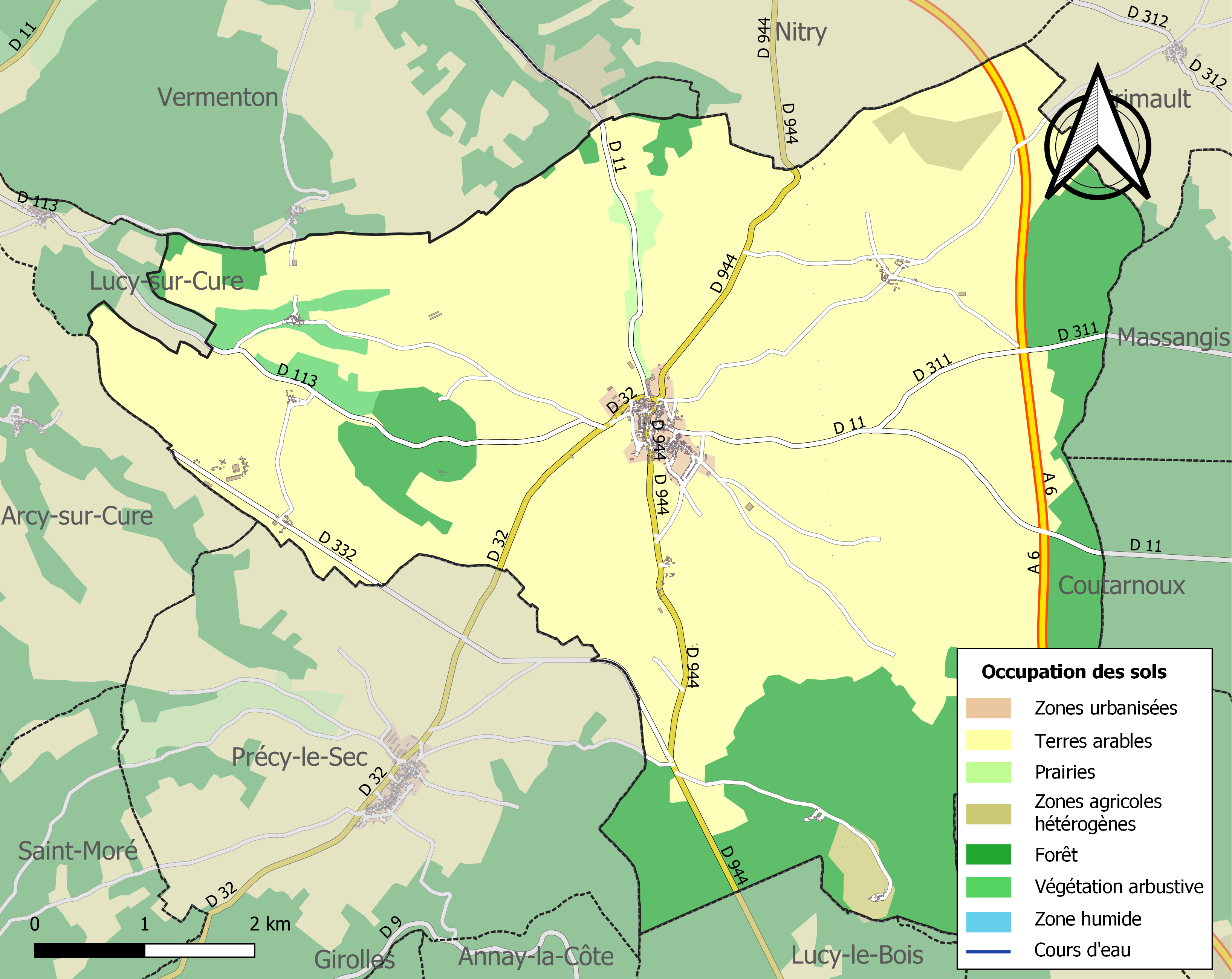
Carte des infrastructures et de l'occupation des sols de la commune en 2018 (CLC).

## Toponymie
Attestée sous la forme Jugae en 1104, jugum en 1157, De joux au XIVe siècle.
Du latin jugum («crête de montagne, sommet»).

## Histoire
La présence de nombreuses médailles antiques et des débris de constructions plaident en faveur d'un habitat ancien. Les restes d'une villa gallo-romaine se trouvent au lieu-dit  Les Bouchies
Le village de Joux-la-Ville est cité en 1104 sous le nom de Jugae ou Jugum. Le village était autrefois divisé en deux parties : Joux-le-Châtel relevant du comté de Noyers, et Joux-la-Ville dépendant de celui d'Auxerre. La première appellation viendrait selon Courtépée des « vestiges d'un très-ancien château ruiné de fond en comble ».
L'ermitage de Fontemoy (Fons Humidus ou Fontismus) y fut fondé en 1097 : la communauté qui s'y développa adopta la règle cistercienne et s'établit en 1134 à Reigny, sur les bords de la Cure. La seigneurie appartint à l'abbaye de Reigny jusqu'à la Révolution.
Joux-la-Ville fut entouré de fortifications en 1522. La muraille démolie a servi à de nouvelles constructions.
L'église semble dater de la fin du XVe siècle et était entourée du cimetière.

## Politique et administration

### Liste des maires
| Période   | Période   | Identité            | Étiquette | Qualité                                                       |
| --------- | --------- | ------------------- | --------- | ------------------------------------------------------------- |
| 1935      | 1947      | Adrien Carré        |           |                                                               |
| 1947      | 1957      | Armand Delanque     |           |                                                               |
| 1957      | 1965      | Marcel Pinson       |           |                                                               |
| 1965      | 1968      | Edmé Carré          |           |                                                               |
| 1968      | mars 1983 | André Gueuniot      |           |                                                               |
| mars 1983 | juin 2023 | Jean-Claude Lemaire | DVD       | Conseiller général du canton de L'Isle-sur-Serein (1998-2015) |
| juin 2023 | mars 2025 | Jean-Pierre Carré   |           |                                                               |
| mars 2025 | En cours  | Sandra Picart       |           |                                                               |

## Démographie
L'évolution du nombre d'habitants est connue à travers les recensements de la population effectués dans la commune depuis 1793. Pour les communes de moins de 10 000 habitants, une enquête de recensement portant sur toute la population est réalisée tous les cinq ans, les populations de référence des années intermédiaires étant quant à elles estimées par interpolation ou extrapolation. Pour la commune, le premier recensement exhaustif entrant dans le cadre du nouveau dispositif a été réalisé en 2008.

En 2022, la commune comptait 1 164 habitants, en évolution de −3,8 % par rapport à 2016 (Yonne : −1,95 %, France hors Mayotte : +2,11 %).
| 1793  | 1800  | 1806  | 1821  | 1831  | 1836  | 1841  | 1846  | 1851  |
| ----- | ----- | ----- | ----- | ----- | ----- | ----- | ----- | ----- |
| 1 131 | 1 169 | 1 202 | 1 245 | 1 307 | 1 160 | 1 186 | 1 173 | 1 189 |

| 1856  | 1861  | 1866  | 1872  | 1876  | 1881  | 1886  | 1891  | 1896  |
| ----- | ----- | ----- | ----- | ----- | ----- | ----- | ----- | ----- |
| 1 151 | 1 182 | 1 191 | 1 143 | 1 141 | 1 093 | 1 111 | 1 097 | 1 080 |

| 1901  | 1906 | 1911 | 1921 | 1926 | 1931 | 1936 | 1946 | 1954 |
| ----- | ---- | ---- | ---- | ---- | ---- | ---- | ---- | ---- |
| 1 017 | 949  | 909  | 710  | 660  | 613  | 565  | 578  | 537  |

| 1962 | 1968 | 1975 | 1982 | 1990 | 1999  | 2006  | 2008  | 2013  |
| ---- | ---- | ---- | ---- | ---- | ----- | ----- | ----- | ----- |
| 495  | 505  | 470  | 438  | 473  | 1 068 | 1 160 | 1 186 | 1 237 |

| 2018  | 2022  | - | - | - | - | - | - | - |
| ----- | ----- | - | - | - | - | - | - | - |
| 1 152 | 1 164 | - | - | - | - | - | - | - |

## Culture locale et patrimoine

### Lieux et monuments
- L'église de la Nativité de Notre-Dame est classée monument historique en 1908.
- Le village est situé à proximité de l'ancienne route royale de Paris à Lyon. La ferme du hameau de la Poste aux Alouettes est l'ancien relais de poste de cette route, royale puis impériale, actuellement routes D 944 et D 332. Napoléon Ier y passa le vendredi 17 mars 1815 lors de son retour de l'île d'Elbe, en partant le matin d'Avallon et en arrivant le soir à Auxerre, l'arrêt du repas de midi ayant lieu à Vermenton.
- Château de Talant, sur la route de Sacy.
- Restes de château au lieu-dit le Sentier des Testons.
- Ancienne grange cistercienne d'Oudun datant du XIIe siècle[20].
- Chapelle Saint-Georges au hameau de Val-de-Mâlon.
- Chapelle de Fontemoy du XVIIe siècle.
- Forêt domaniale du Val de la Nef.
- Le centre de détention, au hameau de La Poste-aux-Alouettes.

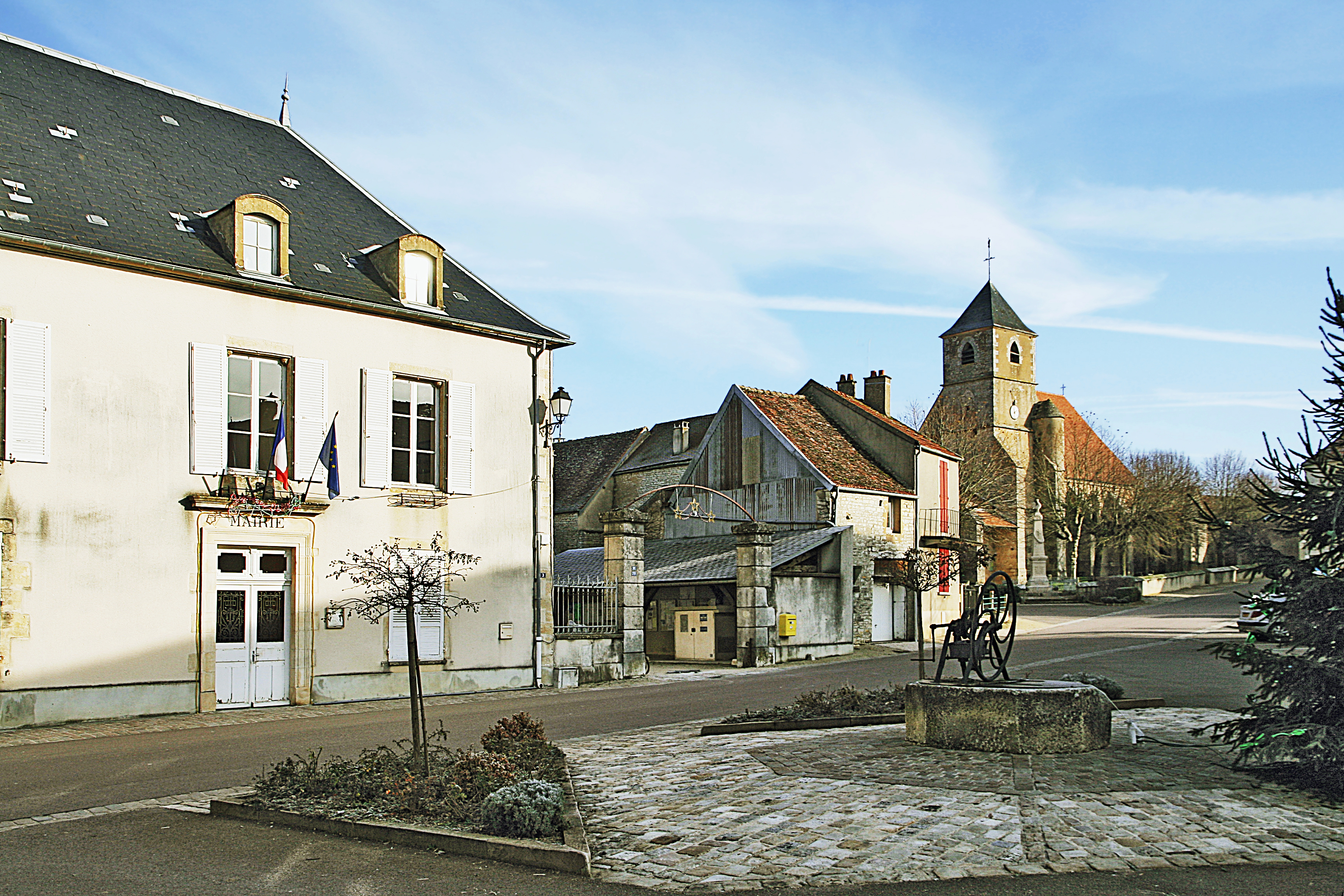
Place de la Mairie et église de Joux-la-Ville.
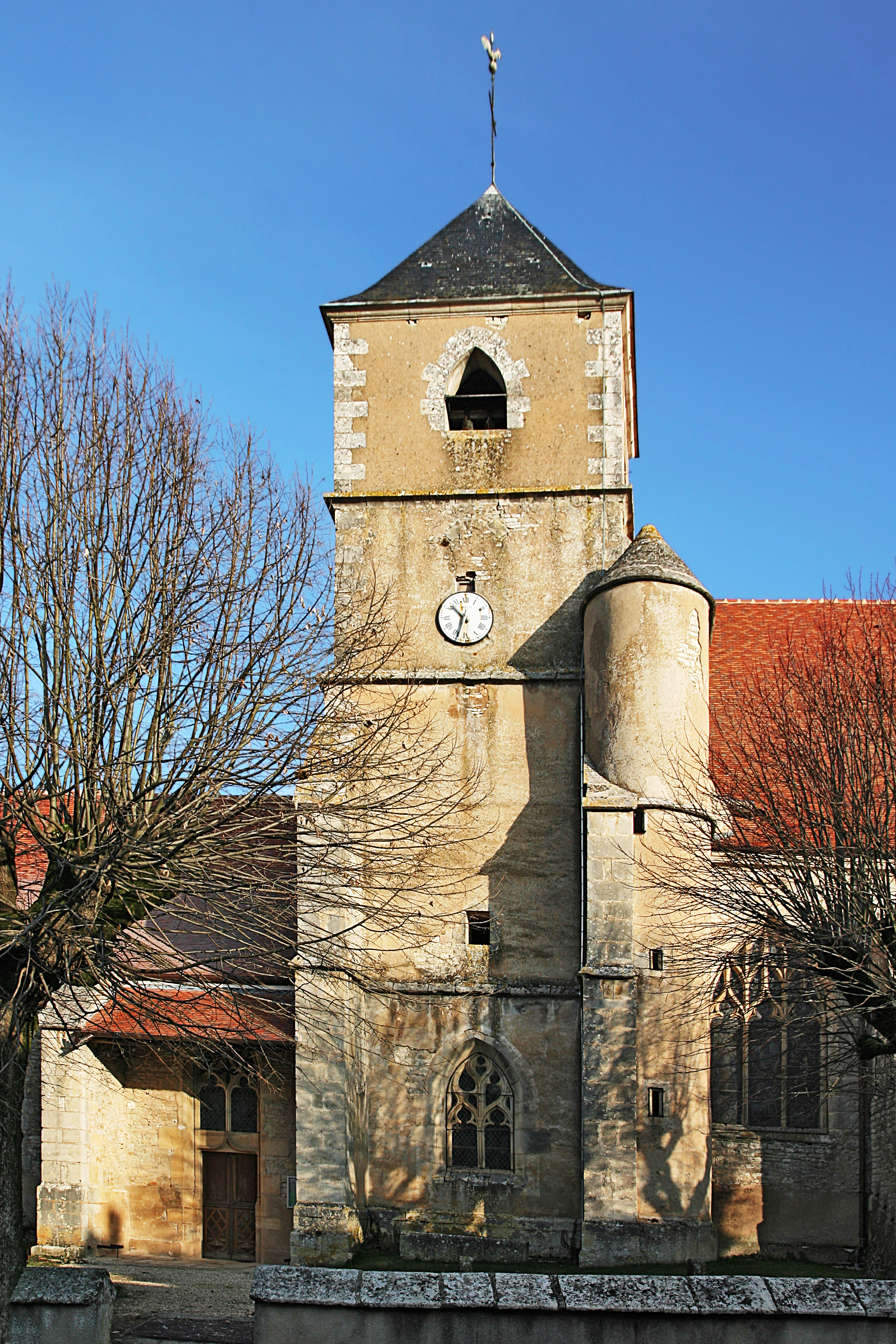
Clocher de l'église.
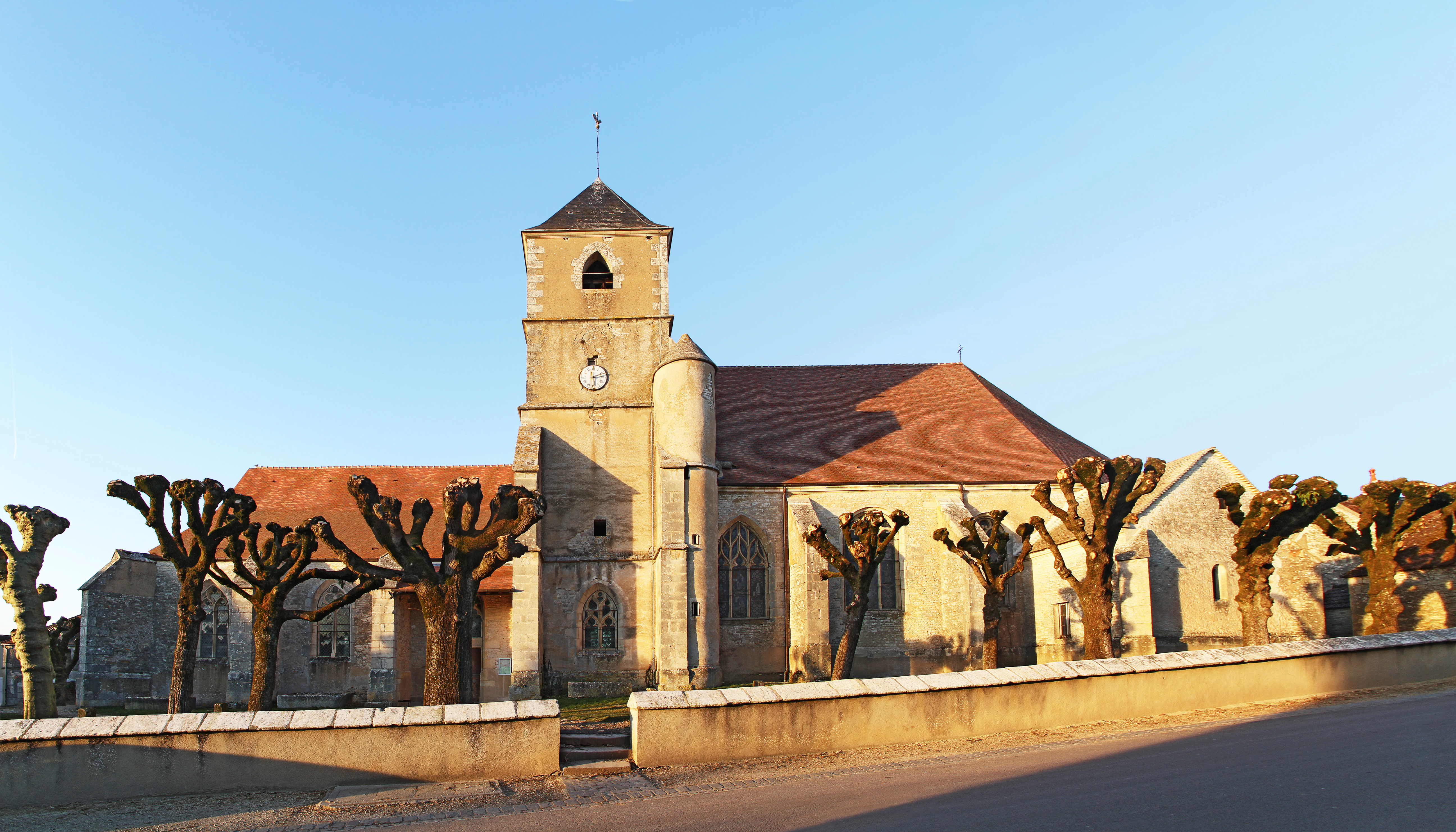
Église Notre-Dame-de-la-Nativité.
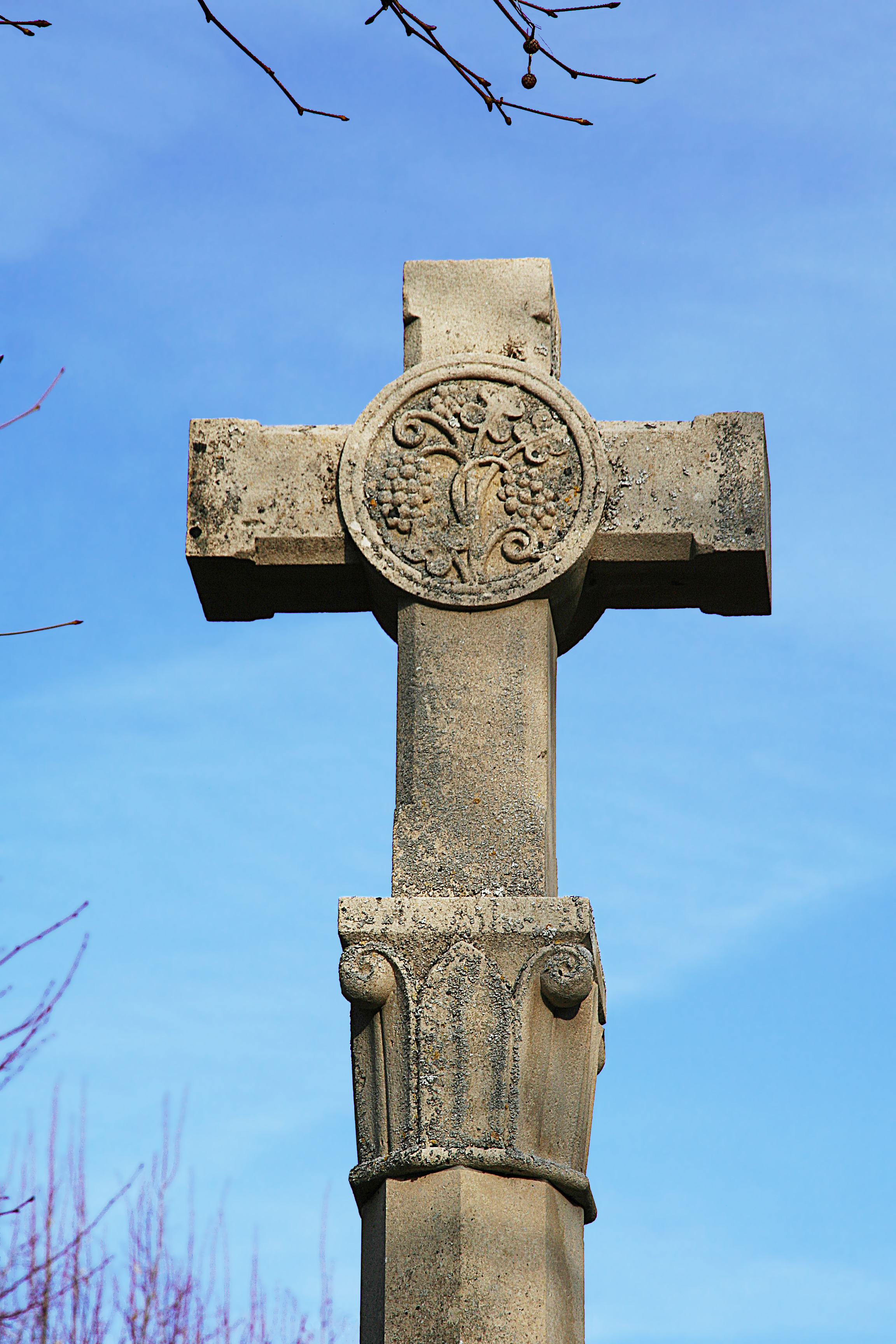
Croix du parvis de l'église.
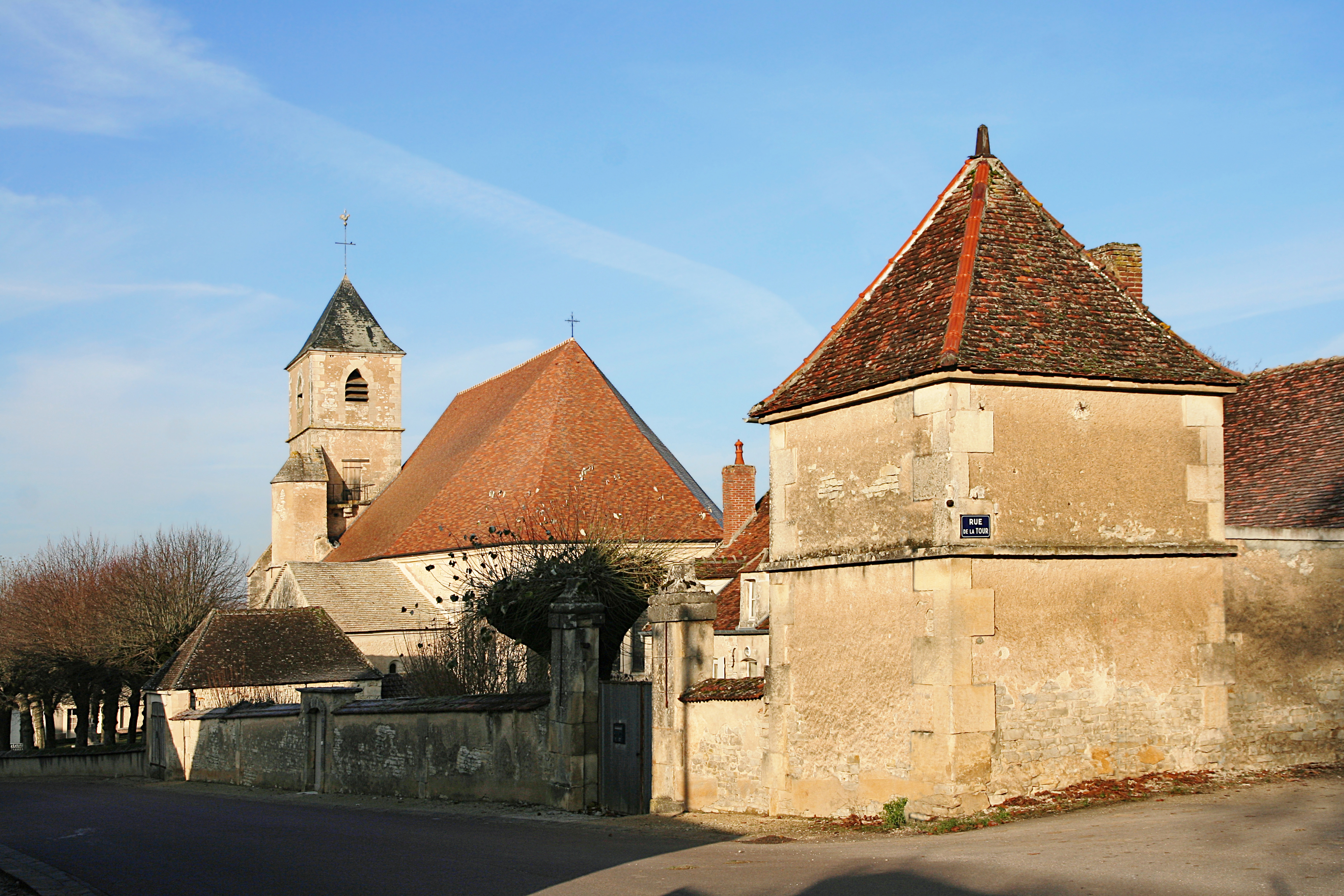
Ancien presbytère rue de l'Église.
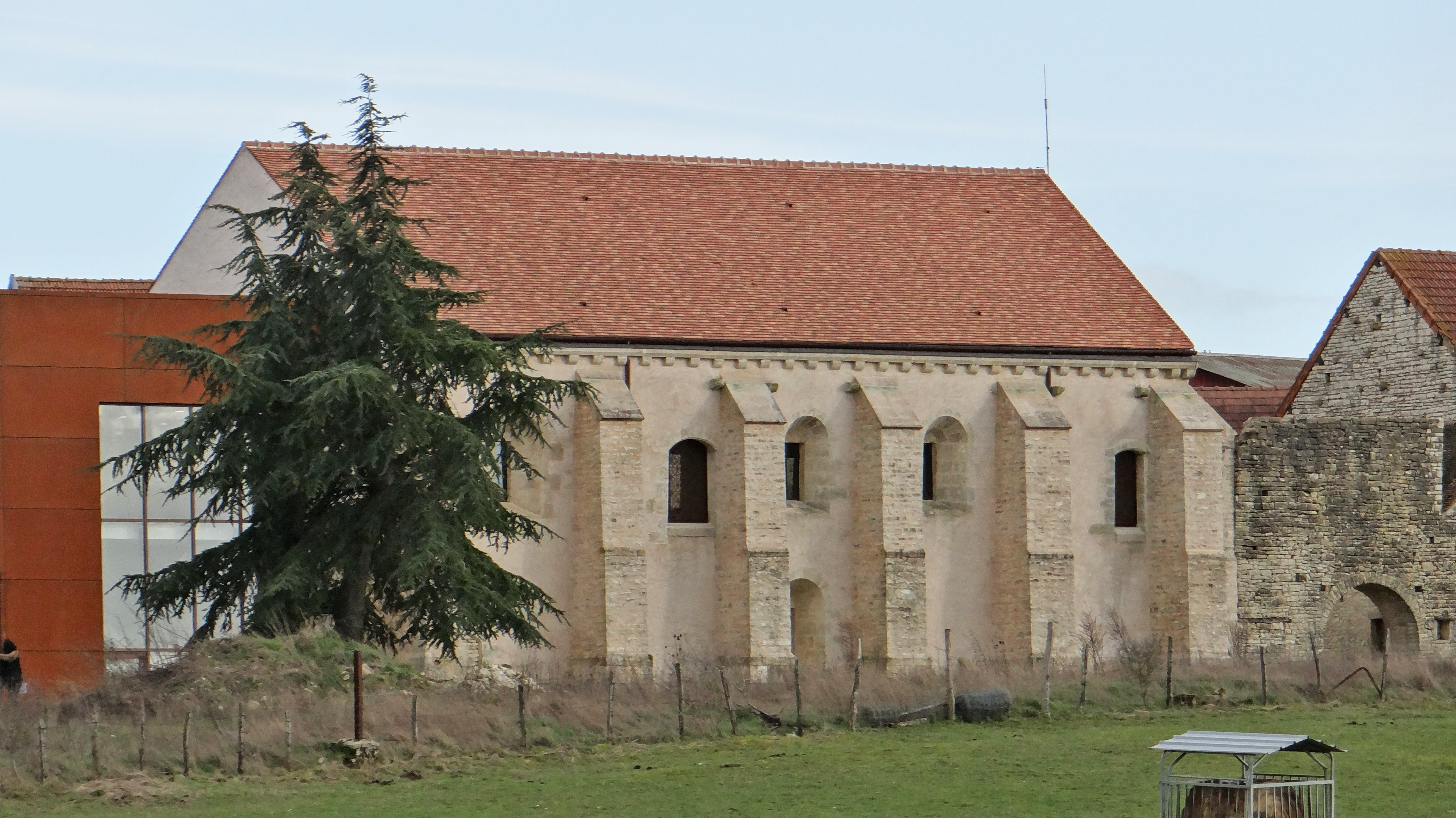
Grange cistercienne du hameau d'Oudun.
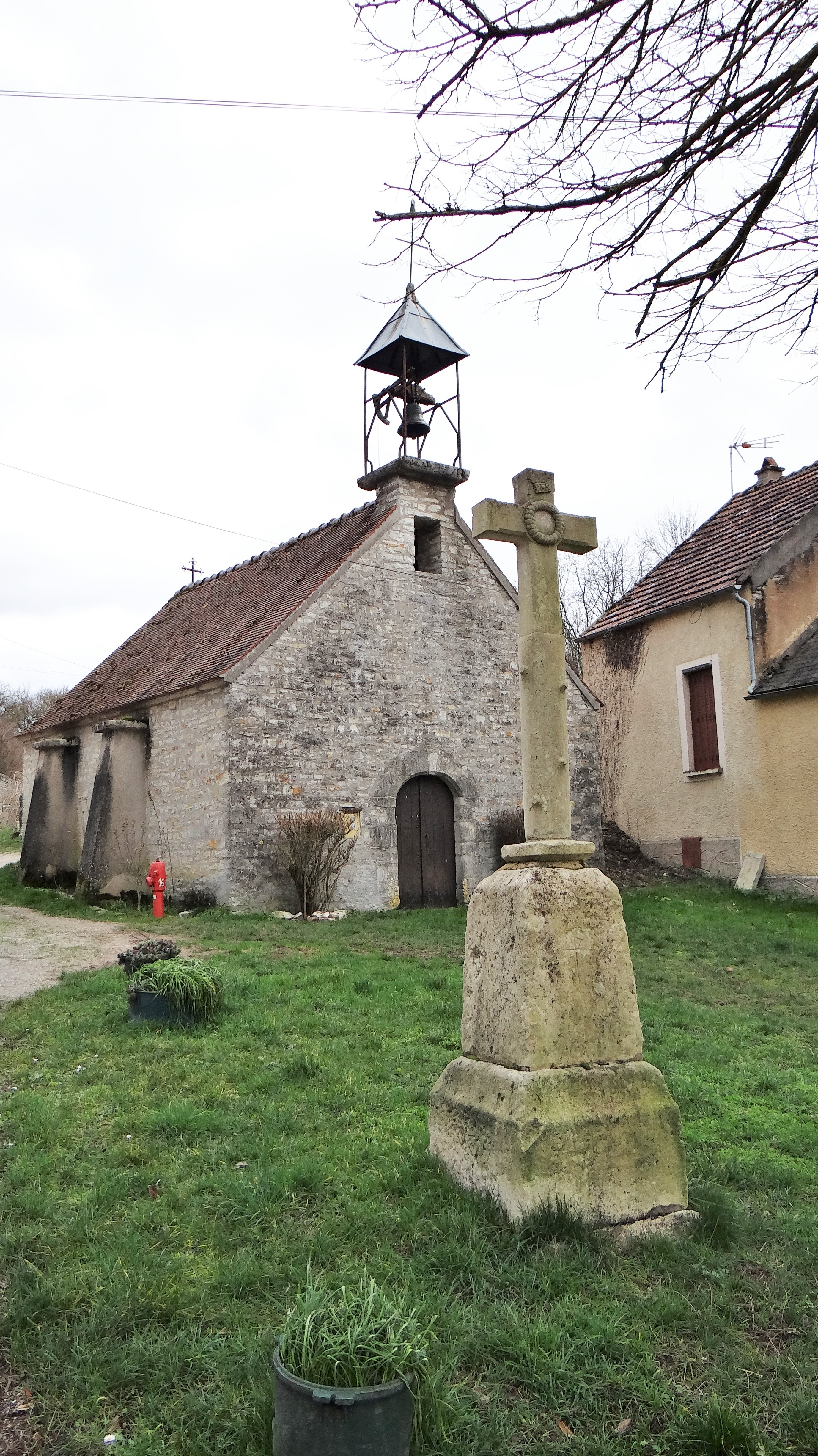
Chapelle Saint-Georges, Val-de-Mâlon.

### Personnalités liées à la commune
- Michel Rochefort, géographe et urbaniste français., sa mère Agnés Lecourt de mère Louise Retif, cousine des Retif de Nitry et de Sacy
- Jean-Baptiste Edme Rétif, homme politique né le 24 août 1790 à Joux-la-Ville (Yonne) et décédé le 18 février 1878 à Tonnerre (Yonne).

## Pour approfondir